# IOS 13
Az iOS 13 az Apple Inc. mobiltelefonokra készített operációs rendszerének a tizenharmadik tagja, amelyik iPhone, iPod Touch és HomePod készülékek támogatnak. 2019. június 3-án lett bejelentve az Apple Fejlesztői Világkonferencián, majd 2019. szeptember 19-én megjelent az első stabil verzió. 2020 júniusában jelenleg legfrissebb stabil verzió: 13.5.1 (17F80).
Ez volt az első olyan iOS ami nem jelent meg iPad-ekre, hiszen külön operációs rendszert kezdtek el fejleszteni a tabletekre, az iPadOS-t, viszont az iPadOS és az iOS 13 is eldobta a kevesebb mint 2 GB memóriával rendelkező készülékek támogatását.

## Története
Az iOS 13-at Craig Federighi jelentette be 2019. június 3-án a Apple Fejlesztői Világkonferencián,.
Az első bétaverziója akkor jelent meg, amikor a konferencia véget ért, csak regisztrált fejlesztők tudták letölteni. A második béta ami már nagyon hasonlított a végső kiadásra 2019. június 18-án jelent meg, majd a publikus béta 2019. június 24-én jelent meg. A legelső, mindenki számára elérhető iOS 13 2019. szeptember 19-én jelent meg.

## iOS 13-at használó eszközök
| iPhone | iPhone 6                         | HomePod                    |
| - iPhone 6s - iPhone 6s Plus - iPhone SE (első generáció) - iPhone 7 - iPhone 7 Plus - iPhone 8 - iPhone 8 Plus - iPhone X - iPhone Xs - iPhone Xs Max - iPhone Xr - iPhone 11 - iPhone 11 Pro - iPhone 11 Pro Max - iPhone SE (második generáció) | - iPod touch (hetedik generáció) | - HomePod (első generáció) |

## iOS 13 verziók

### Béta verziók

#### Stabil verzió előtti béták
- iOS 13 Beta 1 (2019. június 3.)
- iOS 13 Beta 2 (2019. június 18.)
- iOS 13 Beta 3 (2019. július 02.)
- iOS 13 Beta 4 (2019. július 17.)
- iOS 13 Beta 5 (2019. július 29.)[5]

#### Legfrissebb béta
- iOS 13.6 (Beta 2) (2020. június 9)[6]

### Stabil verziók
- iOS 13.0 (2019. szeptember 19.)
- iOS 13.1 (2019. szeptember 24.)
- iOS 13.1.1 (2019. szeptember 27.)
- iOS 13.1.2 (2019 szeptember 30.)
- iOS 13.1.3 (2019. október 15.)[7]
- iOS 13.2 (2019. október 28.)
- iOS 13.2.1 (2019. október 30.)
- iOS 13.2.2 (2019. november 07.)
- iOS 13.2.3 (2019. november 18.)[8]
- iOS 13.3 (2019. december 10.)
- iOS 13.3.1 (2020. január 28.)[9]
- iOS 13.4 (2020. március 24.)[10] – iOS 13.4 iPhone SE (2nd generation) update (2020. április 24.)[11]
- iOS 13.4.1 (2020. április 07.)[10] – iOS 13.4.1 iPhone SE (2nd generation) update (2020. április 23.)[11]
- iOS 13.5 (2020. május 20.)
- iOS 13.5.1 (2020. június 01.)
- iOS 13.6 (2020. július 15.)
- iOS 13.6.1 (2020.augusztus 12.)
- iOS 13.7 (2020. szeptember 1.)